# Ilisos
De Ilisos of Ilissos (Oudgrieks: Ἰλισός of Ἰλισσός) is een rivier in Athene in Griekenland.

## Toelichting
Hij heeft twee bronnen op de noordwestelijke helling van de heuvel Hymettus, ten zuidoosten van Athene, de ene bij het plaatsje Kaisariani, de andere bij de Byzantijnse kerk van Agios Ioannes Theologos. Nadat de twee stromen zijn samengekomen loopt de rivier aan de zuidkant van Athene. In de oudheid was de rivier krachtiger, nu staat er in de zomer nauwelijks water in. Hij stroomt nu grotendeels ondergronds door de stad en is gekanaliseerd. Hij loopt ten zuiden van de Mouseionheuvel, een klein gedeelte is zichtbaar bij het Stadion Panathinaiko. In de oudheid liep de rivier buiten de stadsmuren en schijnt hij zelfstandig bij Phaleron te hebben uitgemond in de Saronische Golf. Hij eindigt nu in de Cephissus.
Aan de oever van de Ilisos zou volgens de Griekse mythologie de god Boreas Oreithyia, een dochter van de Atheense koning Erechtheus, hebben ontvoerd. Ook situeerde Plato het gesprek tussen Socrates en Phaedrus in zijn dialoog Phaedrus aan de oever van deze rivier, in de schaduw van een plataan.

In de Griekse mythologie komt er een gelijknamige riviergod Ilissos voor.

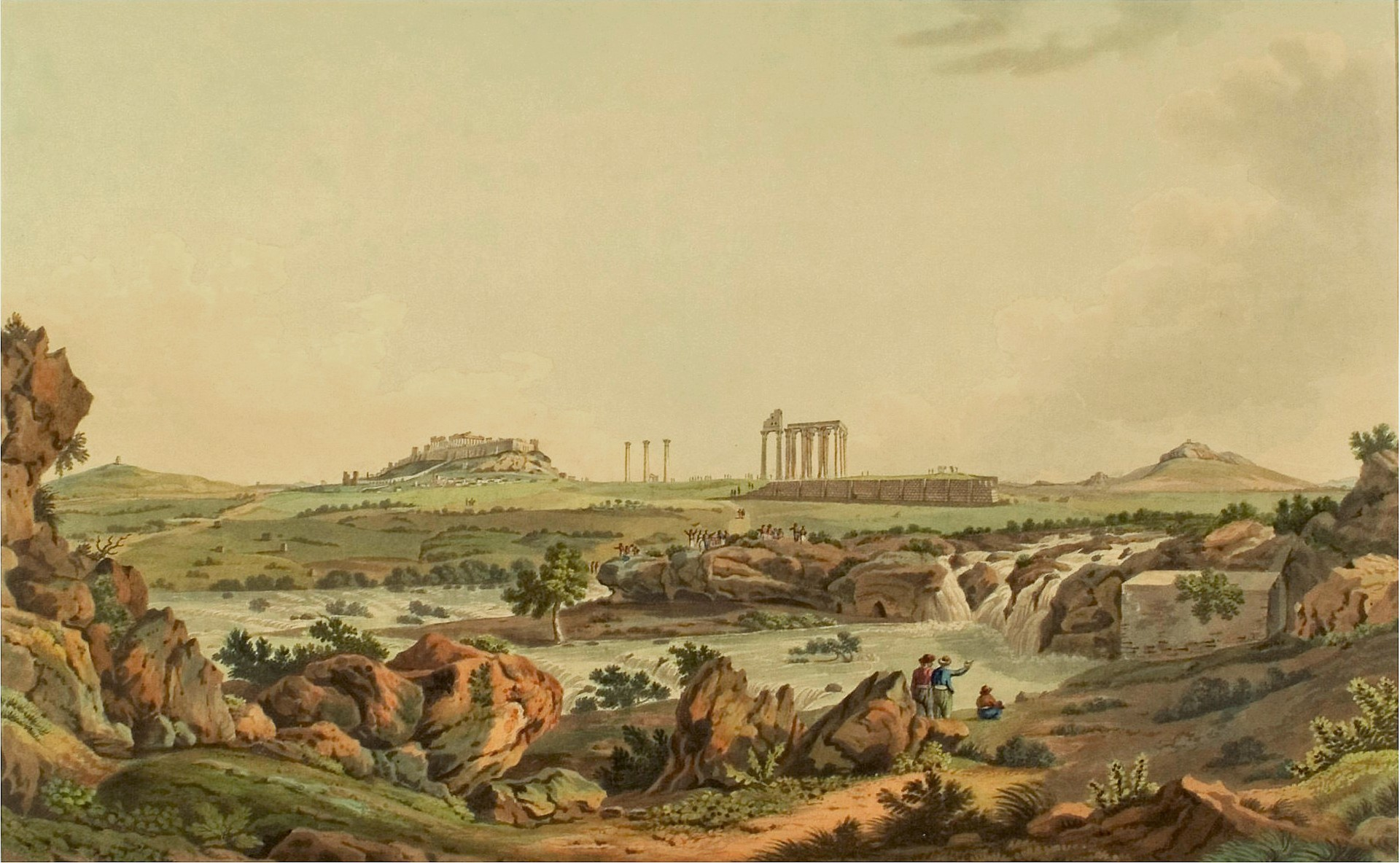
Een tempel voor Jupiter met op de voorgrond afgebeeld de Ilisos.

- Gemeinsame Normdatei: 4788780-1